# 1031 هـ
1031 هـ هي سنة في التقويم الهجري امتدت مقابلةً في التقويم الميلادي بين سنتي 1621 و1622.

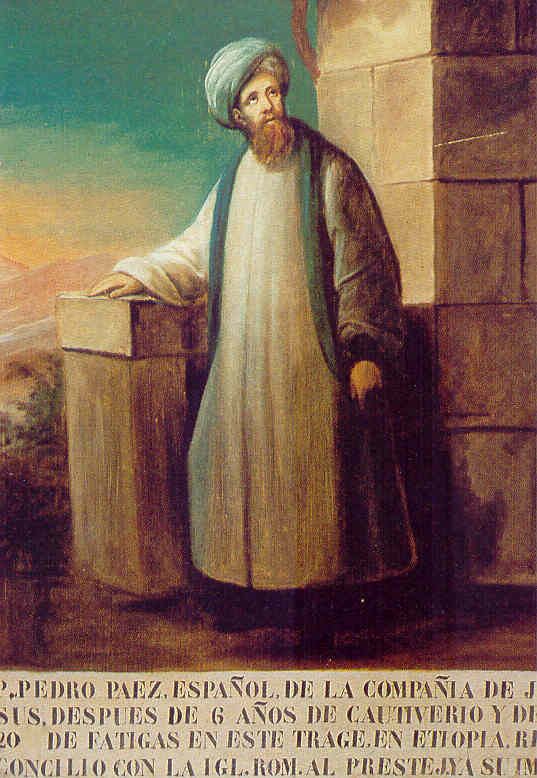
بدرو بايز

## أحداث
- أبو حسون السملالي ينتهي من تأسيس إليغ، التي اتخذها عاصمة لإمارته السملالية.
- إنشاء قلعة المعظم، جنوب شرق مدينة تبوك في عهد السلطان العثماني عثمان الثاني، كانت تستخدم لمراقبة الحجيج وحمايتهم.
- السلطان زيدان بن أحمد المنصور الذهبي يرسل طلبية سلاح إلى هولند، وكانت عبارة عن فرقاطتين.

## وفيات
- بدرو بايز
- عبد الرؤوف المناوي، محدث مصري.
- عبد العزيز الفشتالي، وزير ومؤرخ وشاعر مغربي.